# Continuidade retroativa
Continuidade retroativa ou retcon (em inglês: retroactive continuity) é a alteração de fatos previamente estabelecidos na continuidade de uma obra ficcional.
Algumas razões para o uso de retcons na ficção são:
- Para acomodar alguns aspectos em sequências e outros trabalhos derivados que não seriam plausíveis na com as regras estabelecidas na narrativa original;
- Como resposta a reações negativas da comunidade de fãs sobre alguns fatos existentes na história;
- Para correção de erros ou solução de problemas identificados desde a publicação da obra (não confundir com errata);
- Como novos meios de se interpretar a obra em questão.

As mudanças também podem ocorrer para acomodar sequências ou obras derivadas, permitindo novos autores revisarem a história canônica para incluir um curso de acontecimentos que seriam impossíveis na continuidade da história original. Retcons permitem os autores reintroduzirem personagens populares e resolver erros na cronologia.
Retcons são comuns na ficção pulp, especialmente nas histórias em quadrinhos publicadas por editoras de longa data, como Marvel Comics e DC Comics. A longa história dos títulos populares e o grande número de escritores que contribuem-na criam situações que exigem clarificação ou revisão. Retcons também aparecem em mangás, telenovelas, séries de televisão, sequências cinematográficas, angles de luta, jogos eletrônicos, entre outras formas de ficção seriada.